# Jean Bourhis
Pour les articles homonymes, voir Bourhis.
Jean Bourhis, né le 22 juillet 1888 à Bannalec dans le Finistère et mort le 22 mars 1916, est un pionnier de l'aviation et du parachutisme français, héros de la Première Guerre mondiale.

## Biographie

### Origine et formation
Jean Marie Marc Bourhis est né le 22 juillet 1888 à Bannalec dans le sud du Finistère du mariage de Jean Marie Bourhis, cultivateur, et de Marie Anne Furic, ménagère.
En 1908, il effectue son service militaire au régiment de spahis de Médéa en Algérie. À son retour, sa famille le pousse à intégrer l'école de notariat à Paris. Il commence une carrière professionnelle comme clerc de notaire. Jean Bourhis qui ne peut « se résoudre à être un bureaucrate » préfère l'aviation. Les études l'ennuient ; en janvier 1913, il écrit à ses parents : « Le droit me dégoûte toujours autant »3. « Quand je serai grand, je volerai comme un oiseau » disait-il déjà enfant.

### Expérimentation du parachute
Il apprend alors à piloter dans le plus grand secret au Buc et obtient le 24 avril 1913 avec brio le brevet no 1297 en pilotant un aéroplane Blériot. Le 13 juillet 1913 il participe à un meeting aérien à Quimperlé et survole Bannalec, sa ville natale. Au meeting d'aviation programmé à Quimperlé le 13 juillet 1913, Jean Bourhis fait sensation. Son « élégant Blériot s'enleva avec une aisance remarquable au milieu des vivats et des applaudissements de la foule enthousiasmée. À trois reprises, Bourhis fit admirer des décollages et des atterrissages d'une science et d'une habileté consommée, de même que des virages d'une virtuosité parfaite ».
Lors d'une démonstration à Juvisy Port Aviation, le 24 février 1914, il essaye un dispositif de sauvetage récemment conçu par Frédéric Bonnet : le parachute. Certes il s'agit d'une invention déjà ancienne, mais dont les différentes versions n'ont pas encore fait la preuve de leur efficacité,.
Bourhis va ainsi monter dans l'aéroplane de l'aviateur Lemoine et se jeter dans le vide alors qu'il se trouve à 700–800 mètres de hauteur, pour finalement rejoindre le sol sans problème. Un test du parachute Bonnet qui fait suite à celui de Pégoud en 1913.
Le premier saut tenté par Jean Bourhis, à environ 500 mètres d'altitude, à partir d'un appareil piloté par Alfred Lemoine, confirme la justesse de la formule définie par Frédéric Bonnet, même si la descente très douce se termine dans la Seine. Jean Bourhis réalise encore plusieurs autres expériences similaires dont la réussite ne tarde pas à susciter l'intérêt du gouvernement français et des puissances étrangères. Le 2 avril 1914 au cours d'une démonstration organisée en Autriche, dans le cadre du meeting d'Aspern, non loin de Vienne, la rupture de la moitié des suspentes entraîne sa chute. Jean Bourhis s'écrase au sol et échappe à la mort, se relevant avec seulement une côte fracturée.
De retour en France, Jean Bourhis reprend son travail de pilote d'essai chez Louis Blériot et continue à participer à des meetings jusqu'au début de la guerre.

### Pilote militaire
Mobilisé le 3 août 1914, Jean Bourhis est affecté à Dijon au deuxième régiment d'aviation. Il rejoint ensuite Toul et décroche le brevet de pilote militaire no 621. Adjudant pilote, il passe sous-lieutenant le 8 octobre 1915, puis intègre la chasse après avoir effectué des missions de reconnaissance et le bombardement.
Grièvement blessé d'une balle au bassin près de Verdun le 14 mars 1916 lors d'une confrontation avec plusieurs avions allemands, il réussit néanmoins à regagner sa base et atterrit impeccablement. Il meurt quelques jours plus tard, le 22 mars à l'ambulance 235, unité médicale installée à Chaumont-sur-Aire dans la Meuse. Son corps est ramené à Bannalec, sa commune natale, et inhumé le 13 août 1922.

## Distinctions
Adjudant-pilote à la 4e section d'avions canons (3e groupe de bombardement), Jean Bourhis est cité à l'ordre de l'armée le 4 juillet 1915, après s'être engagé contre trois avions ennemis qui font alors demi-tour. Il est nommé sous-lieutenant le 8 octobre 1915. Deux jours plus tard, il abat un avion allemand près de Pont-à-Mousson, dans la forêt de Puvenelle.
Le 11 décembre 1915, en raison de ses états de service, pour avoir notamment engagé le combat avec trois appareils allemands qu'il a mis en fuite le 8 octobre 1915, pour avoir remporté plusieurs victoires donc une le 10 octobre 1915, il se voit nommé par Joffre chevalier de l'ordre national de la Légion d'honneur et reçoit la croix de guerre 1914-1918 avec palme,.

Légion d'honneur.
Croix de guerre 1914-1918.

Jean Bourhis fait l'objet de plusieurs citations:
- citation no 278 à l'ordre de la 1re armée en date du 21 novembre 1915
« Très bon pilote militaire qui, dans les différentes escadrilles où il a servi depuis le début de la guerre, s'est signalé par son sang-froid et son allant; pilotant un avion canon, a exécuté journellement de longs vols au-dessus de l'ennemi, donnant la chasse aux avions, attaquant et faisant descendre les Drachen du front ennemi, malgré une canonnade très intense qui a atteint son avion à plusieurs reprises. Pilote d'une audace et d'une habileté exceptionnelles. Officier d'élite qui a au plus haut degré l'esprit de devoir et de sacrifice. A effectué de nombreuses reconnaissances à longue portée et ne cesse, étant seul à bord d'un avion spécial, de donner la chasse aux avions ennemis. Le 8 septembre 1915, a engagé successivement le combat avec trois avions ennemis, tiré sur eux à courte distance 188 cartouches de mitrailleuse et les a obligés à faire demi-tour. Le 10 octobre 1915, a attaqué un autre avion allemand monté par un officier et un sous-officier et l'a abattu après une courte lutte (avion tombé dans nos lignes.) » ;
- citation à l'ordre de l'armée du sous-lieutenant Jean Bourhis, pilote à l'escadrille N 31, en date du 11 décembre 1915
« Pilote d'une audace et d'une habileté exceptionnelles. Officier d'élite qui a, au plus haut degré, l'esprit de devoir et de sacrifice. A effectué de nombreuses reconnaissances à longue portée et ne cesse, étant seul à bord d'un avion spécial, de donner la chasse aux avions ennemis. Le 8 septembre 1915, en particulier, a engagé successivement le combat avec trois avions ennemis, tiré sur eux à courte distance et les a obligés à faire demi-tour. Le 22 septembre, a attaqué un autre avion allemand monté par un officier et un sous-officier et l'a abattu après une courte lutte. » ;
- citation à l'ordre de l'armée, à titre posthume, du sous-lieutenant Jean Bourhis, pilote à l'escadrille N 31, en date du 30 mars 1916
« A attaqué avec une courageuse opiniatreté, tous les avions qu'il a pu rejoindre au cours des missions de combat confiées à son escadrille. A été grièvement blessé, le 14 mars, dans un combat contre un Fokker. ».

## Hommages

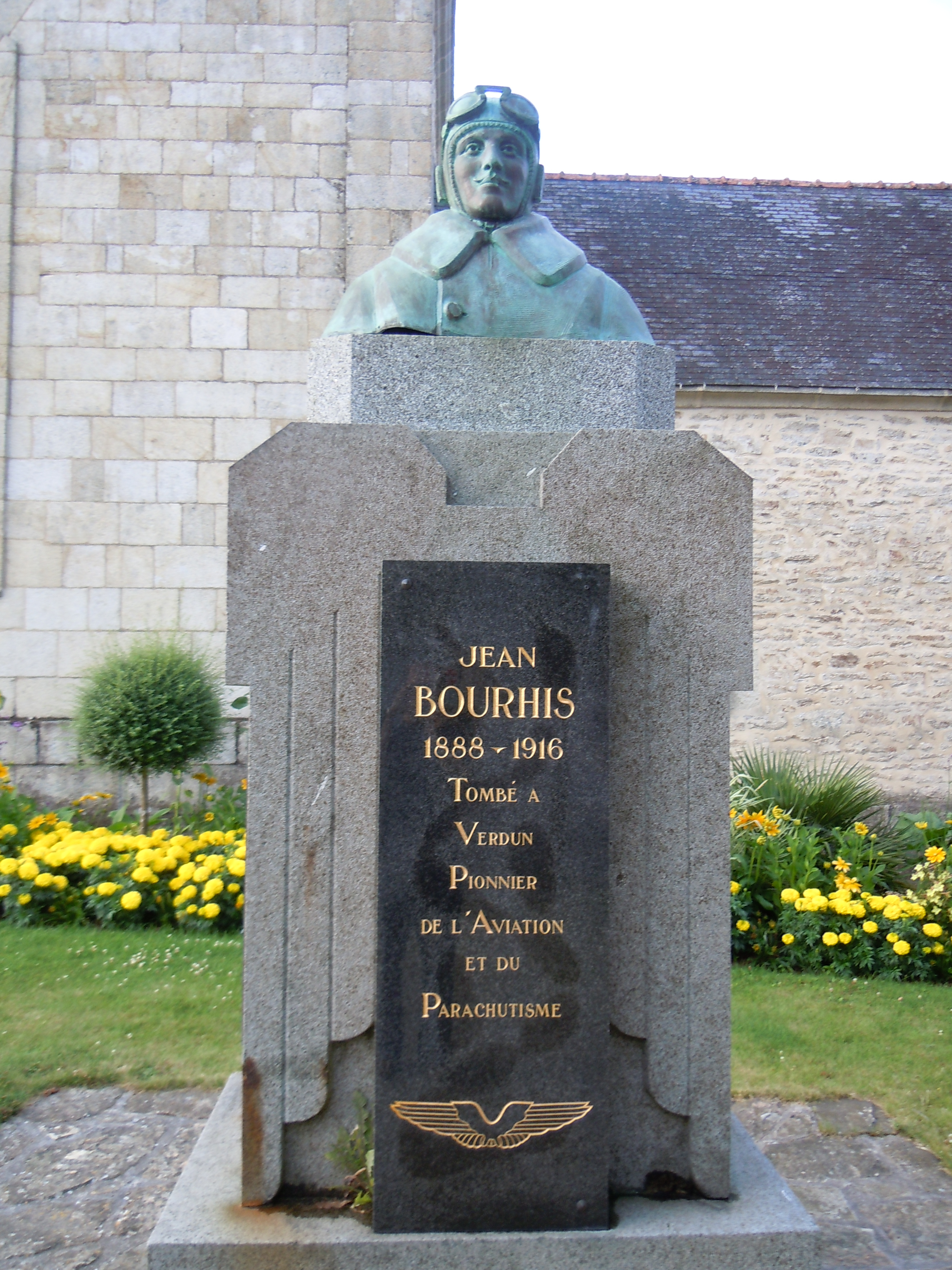
François Bazin, Monument à Jean Bourhis (1932), Bannalec (Finistère).

La commune de Bannalec possède un monument à côté de l'église, rue nationale, consacré à Jean Bourhis, dû au sculpteur François Bazin. Une plaque indique « Monument édifié sous l'égide des dix membres d'un comité privé organisateur d'un meeting aérien à Bannalec le 31 août 1930 avec le reliquat de cette fête complété par une souscription publique - septembre 1932 ». Inauguré le 11 septembre 1932, ce monument échappe en 1941 à la mobilisation des métaux non ferreux. Il a été déplacé plusieurs fois dans un petit périmètre mais se trouve toujours à proximité de l’église.
La commune de Bannalec a donné le nom de « Complexe sportif Jean Bourhis » au terrain de sports municipal.

## Pour approfondir